# Сновский сельсовет
Сновский сельсовет — административная единица на территории Несвижского района Минской области Республики Беларусь. Административный центр — агрогородок Снов.

## История
28 июня 2013 года в состав Сновского сельсовета включены населённые пункты упразднённого Грицкевичского сельсовета.

## Состав
Сновский сельсовет включает 18 населённых пунктов:
- Грицкевичи — агрогородок.
- Грицы — деревня.
- Грусково — деревня.
- Друцковщизна — агрогородок.
- Клепачи — деревня.
- Мацилёвщина — деревня.
- Нелепово — деревня.
- Новый Снов — деревня.
- Панютичи — деревня.
- Погорельцы — деревня.
- Слобода — деревня.
- Снов — агрогородок.
- Супруновичи — деревня.
- Сынгалы — деревня.
- Сычи — деревня.
- Тарейки — деревня.
- Терасполье — деревня.
- Хвоево — деревня.

## Культура
- Музей в честь художника Евгения Ивановича Ждана в аг. Снов
- Краеведческий музей в аг. Снов
- Музей-усадьба Олега Пракорины в аг. Снов

## Достопримечательность
- Костёл Святого Иоанна Крестителя (1760 г.) в аг. Снов
- Церковь Святого Козьмы и Демьяна[be] в аг. Снов
- Усадьба Рдултовских (1827 г.) в аг. Снов
- Усадьба Гартингов в аг. Снов

## Известные уроженцы
- Мясникович Михаил Владимирович (6 мая 1950, д. Новый Снов) – белорусский государственный и общественный деятель, ученый-экономист[2]. Премьер-министр Республики Беларусь (2010 – 2014)[2]. Председатель Совета Республики Национального собрания Республики Беларусь 6-го созыва (2015 – 2019)[2].